# Slobodan Jovanić
Slobodan „Bobby“ Jovanić (* 6. Oktober 1946 in Belgrad) ist ein ehemaliger jugoslawischer Fußballspieler und -trainer.

## Karriere
Jovanić spielte in Jugoslawien für den FK Crvenka. Mit dem Klub stieg er 1970 in die 1. jugoslawische Fußballliga auf. Dort bestritt er im Verlauf der Spielzeit 1970/71 33 der 34 Meisterschaftsspiele unter anderem an der Seite der später ebenfalls im Ausland als Spiele rund Trainer tätigen Ratko Svilar und Milan Živadinović. Am Ende der Spielzeit belegte die Mannschaft den letzten Tabellenplatz und stieg direkt wieder ab, Jovanić ist damit Spieler mit den meisten Erstligaeinsätzen für den Klub.
Im Herbst 1973 hatte sich Jovanić altersbedingt für einen Wechsel ins westliche Ausland qualifiziert, daraufhin ging er im Dezember des Jahres nach Deutschland. Dort war er für den VfR Mannheim und FC Jadran Mannheim aktiv. Anschließend spielte er in den Spielzeiten 1974/75 sowie 1975/76 in der Südstaffel der 2. Bundesliga in der Abwehr des SV Chio Waldhof. Mit dem Verein erreichte er im Endklassement zweimal den 8. Tabellenplatz, dabei erzielte Jovanić in insgesamt 28 Spielen zwei Tore. 
In der Zweitligasaison 1981/82 trainierte „Bobby“ Jovanić den VfR Wormatia Worms, er wurde jedoch bereits im Oktober 1981 freigestellt und durch Josef Stabel ersetzt.
In der Saison 1982/1983 trainierte Jovanic den FV 09 Weinheim und schaffte dort den Aufstieg von der Verbandsliga Nordbaden in die Oberliga Baden-Württemberg. Im Sommer 1983 begann Slobodan Jovanić seine erfolgreiche Trainertätigkeit beim SV Sandhausen in der Fußball-Oberliga Baden-Württemberg. In den Spielzeiten 1984/85 und 1986/87 wurde er mit dem SVS jeweils Meister der Oberliga, scheiterte jedoch in den Aufstiegsspielen zur 2. Fußball-Bundesliga. In der Aufstiegsrunde 1987 hießen die Gegner Kickers Offenbach, Eintracht Trier und SpVgg Bayreuth. Mit dem 1:0-Sieg gegen Trier gelang der Jovanić-Truppe ein guter Start. Jedoch sollte es nicht zum Aufstieg reichen. Der spätere Aufsteiger, die Kickers aus Offenbach, wurden zu Hause vor großer Kulisse mit 2:1 besiegt. Auf dem Bieberer Berg zog man sich vor 12.000 Zuschauern trotz 0:2-Niederlage gut aus der Affäre. Überaus erfolgreich verlief auch die DFB-Pokalsaison 1985/86. „Bobby“ Jovanić führte seine Mannschaft auch dank der Tore von Pokalheld Gerd Dais nach Siegen über SG Union Solingen und Blau-Weiß 90 Berlin bis in das Viertelfinale gegen den Bundesligisten Borussia Dortmund, wo man am heimischen Hardtwald vor 10.000 Zuschauern mit 1:3 unterlag.
Nach vier Jahren erfolgreicher Tätigkeit in Sandhausen wechselte der Fußballlehrer 1987 zum Oberligakonkurrenten VfR Mannheim. Den abstiegsbedrohten Verein verließ er jedoch bereits während der laufenden Saison 1988/89 und Jovanić übernahm das Traineramt beim 1. FC Pforzheim, wo er in der gleichen Saison noch die Oberliga-Vizemeisterschaft erreichte. Mit dem Pforzheimer Traditionsverein feierte „Bobby“ Jovanić in der Spielzeit 1990/91 eine weitere Meisterschaft in der Oberliga Baden-Württemberg. Vor der Teilnahme an den Aufstiegsspielen zur 2. Bundesliga wurde er jedoch entlassen, da er bereits einen Vertrag beim SV Sandhausen zur Rückkehr ab Sommer 1991 unterschrieben hatte. Nach einem schwachen ersten Jahr konnte Jovanić dort sein Team in der Oberliga 1992/93 bis zur Vizemeisterschaft führen, was gleichbedeutend war mit der Qualifikation zur deutschen Amateurmeisterschaft. Er wurde mit dem SV Sandhausen Deutscher Amateurmeister 1993 und erreichte damit einen der größten Vereinserfolge des SVS. Jovanić blieb bis 1994 beim SV Sandhausen und ist damit der dienstälteste Trainer in der Vereinsgeschichte.
Nach Ende seiner Trainertätigkeit blieb Jovanić dem Fußball erhalten und war von 1999 bis 2006 als Scout für den SV Waldhof Mannheim und die TSG 1899 Hoffenheim tätig.

## Erfolge
- Oberliga-Meisterschaft 1984/85, 1986/87, 1990/91
- Oberliga-Vizemeisterschaft 1988/89, 1992/93
- DFB-Pokal Viertelfinale 1985/86
- Deutscher Amateurmeister 1993